# Аксаковский сельсовет (Башкортостан)
Аксаковский сельсовет — сельское поселение в Белебеевском районе Башкортостана Российской Федерации.
Административный центр — село Аксаково.

## История
Статус и границы сельского поселения установлены Законом Республики Башкортостан от 17 декабря 2004 года № 126-з «О границах, статусе и административных центрах муниципальных образований в Республике Башкортостан».

## Население
| 2002  | 2009  | 2010  | 2012  | 2013  | 2014  | 2015  |
| ----- | ----- | ----- | ----- | ----- | ----- | ----- |
| 3671  | ↘3581 | ↗3832 | ↘3826 | ↗3846 | ↘3824 | ↗3859 |
| 2016  | 2017  |       |       |       |       |       |
| ↘3836 | ↗3853 |       |       |       |       |       |

## Состав сельского поселения
| № | Населённый пункт | Тип населённого пункта       | Население |
| - | ---------------- | ---------------------------- | --------- |
| 1 | Аксаково         | село, административный центр | ↘3040     |
| 2 | Надеждино        | село                         | ↗701      |